# Anzio
Anzio, ou, em português, Âncio (em latim: Antium), é uma comuna italiana da região do Lácio, província de Roma, com cerca de 43 930 (2003) habitantes. Estende-se por uma área de 43,43 km², tendo uma densidade populacional de 1 011 hab/km². Faz fronteira com Aprilia (LT), Ardea, Nettuno.

## Demografia
| Variação demográfica do município entre 1861 e 2011                               |
|                                                                                   |
| Fonte: Istituto Nazionale di Statistica (ISTAT) - Elaboração gráfica da Wikipedia |